# او (فیلم ۱۹۸۲)
او (انگلیسی: She) یک فیلم آخرالزمانی محصول سال ۱۹۸۴ سینمای ایتالیا است.

## خلاصه داستان
خطر لوس شدن
در یک دنیای پسارستاخیزی، او به دو برادر کمک می‌کند تا خواهر اسیرشان را نجات دهند. در طول مسیر پیش از مقابله با سرنوشت و رویارویی با اهریمن داستان با موجودات عجیبی مبارزه می‌کنند و …